# レーベグループ
REWE Group（レーベグループ）はケルンに拠点を置くドイツのスーパーマーケット及び観光グループである。
会社名のREWEはドイツ語の「 Revisionsverband der Westkauf-Genossenschaften 」（西部販売協同組合）の略語に由来している。
主にスーパーマーケット経営として有名であり、REWEグループはドイツで第二位の食料品製造販売会社である。

## 歴史
ケルンで1927年に発足され、1935年には食品卸売協同組合としてGmbH（有限会社）となった。しかしその後の第二次世界大戦によってグループの機能は一部失われる。

1972年：二本化体制の導入
グループは大規模な構造改革を実施。財務機能を担う「Rewe‑Zentralfinanz eG」と、事業運営を担う「Rewe‑Zentral‑Aktiengesellschaft Köln」の二本体制へ再編された。これにより、協同組合の金融サポートと企業としての営業活動が明確に分離された体制が整備された。
1974–1976年：Leibbrandグループとの提携・買収
1974年にスーパーやディスカウント「Penny」を展開するLeibbrandグループに対して50 %出資し、1976年には「毎日新店舗開店」を合言葉に急速な拡大を開始。1977年までにMetzgerやStüssgenなど複数チェーンを買収し、1989年には完全子会社化してブランド統合を進めた。
1979年：EU域内物流の自由化
欧州司法裁判所（ECJ）において、フランス産リキュール「Cassis de Dijon」が正当な輸入品であると認められる判決を勝ち取り、ReweはEU域内での物品移動に関する先例を創出した。これにより越境物流の法的基盤が整い、国際展開に弾みがついた。
1990年：組織再編と役割再定義　旧来の“生産・卸売・小売”の三層構造を廃し、「小売」と「経営（中央／物流）」の二層体制へ変更。消費者志向の強い経営体制に移行し、効率化と意思決定の迅速化が実現された。東西ドイツ統一後の旧東ドイツ地域にも積極展開。ただし、Rewe Dortmund Großhandel eGやRewe Lebensmittel‑Großhandels eG Herneは例外的に従来型の卸売業態を継続。Herneは2011年6月30日に事業を終了した。
2008年：全国店舗数6,000店突破
2008年にはドイツ国内における総店舗数が6,000店を超え、Edekaに次ぐ食品小売最大手としての地位を確立。以降、既存店の改装と新業態への挑戦を本格化させた。
2009–2011年：ブランド統合とデジタル展開
2009年から「MiniMal」「HL」など複数のローカルブランドを「Rewe」に統一（いわゆる“ビッグバン”改装）。
2011年には都市型小規模店「Rewe to go」の導入や、フランクフルトでのオンライン配送テストを開始し、Eコマースと利便性重視の戦略を強化。
2013年以降：観光事業との結合集団化・持続可能性推進
B2E（旅行事業）を統合した「DER Touristik Group」を設立。小売と観光のハイブリッド体制を構築。
2013年、CO₂排出半減目標を掲げ、環境負荷低減を重視した事業運営を開始。フォルムチルクーン、Rewe Digitalによる物流・購買デジタル化投資も本格化。
2017–2020年：デジタル化と物流革新
2017年、Rewe Digitalを通じてeコマースと決済領域への大規模投資を発表。
2019年にはコンビニ物流チェーン「Lekkerland」を買収し、フード＆ドリンク自販市場へ本格参入。2020年には高度オンライン物流プラットフォーム「OC Fulfillment GmbH（fulfillmenttools）」を立ち上げ。
2021–現在：無人販売・Payback変更・戦略深化
2021年、モバイル販売キオスク車両による自動販売の実証実験をケルンで開始し、革新的店舗モデルを試行。
同年12月には従来のポイントシステム「Payback」を終了し、自社の「Rewe Bonus」へ移行。
2024年にはグループとして売上高880億 €（2023年度）、従業員約38万人体制で持続可能な流通と独自物流構築に注力。

## 現在の体制・注力分野
- 二本立て体制：Rewe‑Zentralfinanz eG（財務）とRewe‑Zentral‑AG（運営）による協同組合モデルの継続
- 小売・観光の二本柱：「店舗＋デジタル小売」＋「DER Touristik」による多角経営
- ブランドポートフォリオ：Rewe／Penny／Billa／nahkauf／Toom Baumarkt／Rewe to go／Expressなど多業態運営
- デジタルシフト：eコマース、モバイルキオスク、自動配送、自社物流網の強化
- 持続可能性：CO₂削減、包装削減、環境負荷低減に焦点を当てた経営戦略

## REWE系列
Rewe 総合スーパーマーケット
Rewe Center/Toom　巨大施設等に隣接して配置される場合が多い。
Rewe CITY　空港や巨大都市等、1000㎡までの大きさを持ったスーパーマーケット。
REWE Ihr Kaufpark　2014年からドルトムントで始まったミヒャエルブリュッケンパークと協同しているスーパーマーケット。
Penny　値段が安めのディスカウントマーケット。比較的多くドイツ国内で見かけるため間違われやすいが、REWEグループの傘下である。